# Assenois (Léglise)
Pour les articles homonymes, voir Assenois.
Assenois (en wallon Asnoe) est une section de la commune belge de Léglise située en Wallonie dans la province de Luxembourg.
C'était une commune à part entière avant la fusion des communes de 1977.
Assenois fusionna avec Bernimont, Cousteumont, Le Sart et Les Fossés en 1828.

## Démographie
- Source: INS recensements population